# Ratiškovská Dolina

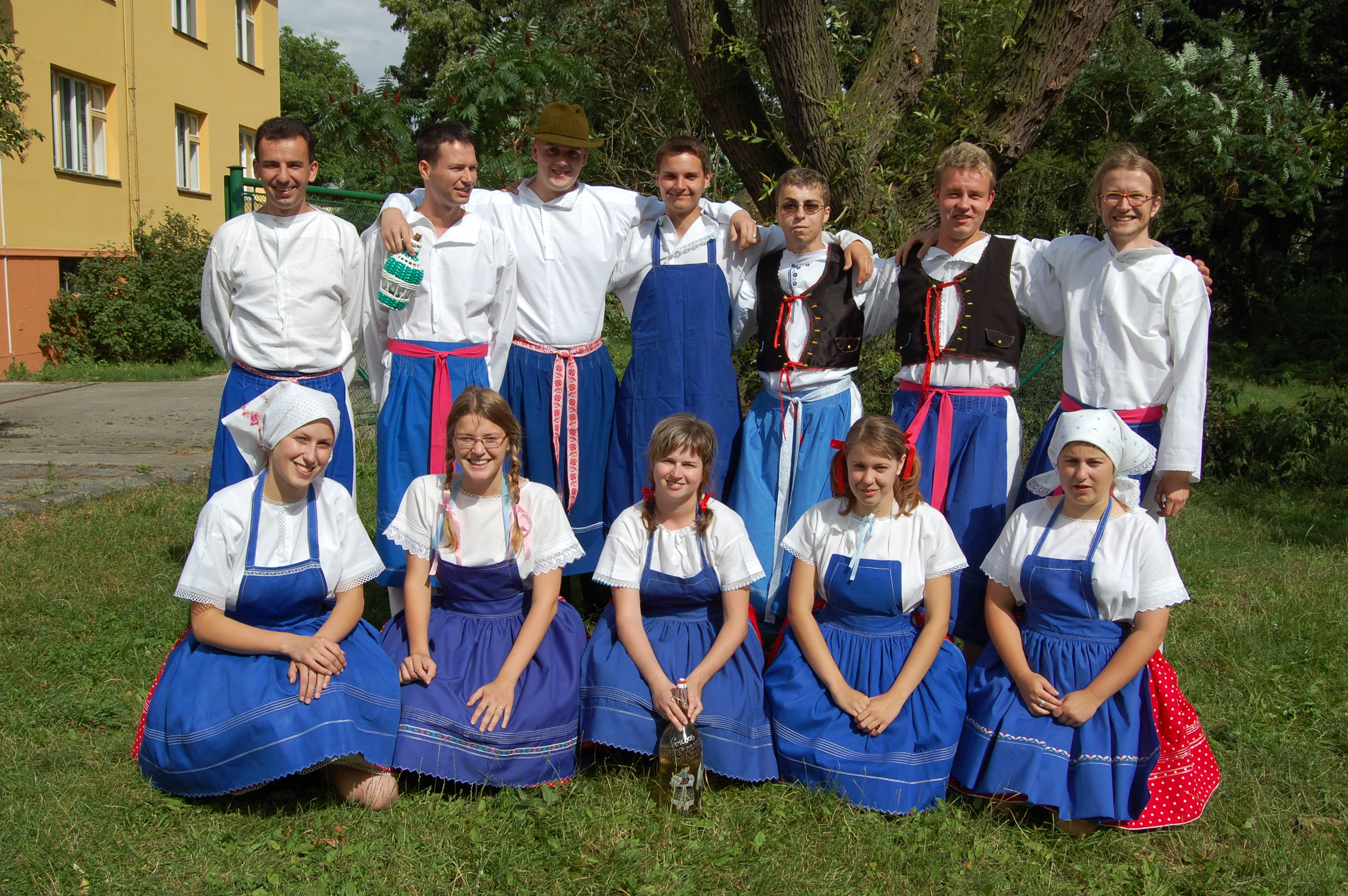
Členové souboru před vystoupením na slavnosti sv. Cyrila a Metoděje

Ratiškovská Dolina je slovácký folklórní soubor z vesnice Ratíškovice. Do jeho repertoáru patří lidové tance z kyjovského regionu jako např. skočné, verbuňky, korytňanské, ale i tance a zpěvy z příbuzných oblastí: slovenské, čardáše, straňanské.
Soubor je vždy doprovázen cimbálovou muzikou, často vystupuje na folklorních festivalech (Slovácký rok v Kyjově, MFF v Miloticích, MFF v Plzni) a také se účastní zahraničních vystoupení (Vouziers - Francie, Laa an der Thaya - Rakousko).
V současnosti má soubor Ratiškovská Dolina 16 stálých členů průměrného věku okolo 20 let.